# Сидар Глен Вест (Њу Џерзи)
Сидар Глен Вест (енгл. Cedar Glen West) насељено је место без административног статуса у америчкој савезној држави Њу Џерзи.

## Демографија
По попису из 2010. године број становника је 1.267, што је 109 (-7,9%) становника мање него 2000. године.
| Група             | 2000.         | 2010.         |
| Белци             | 1.332 (96,8%) | 1.213 (95,7%) |
| Афроамериканци    | 19 (1,4%)     | 10 (0,8%)     |
| Азијати           | 1 (0,1%)      | 4 (0,3%)      |
| Хиспаноамериканци | 13 (0,9%)     | 30 (2,4%)     |
| Укупно            | 1.376         | 1.267         |